# Jon Kenny

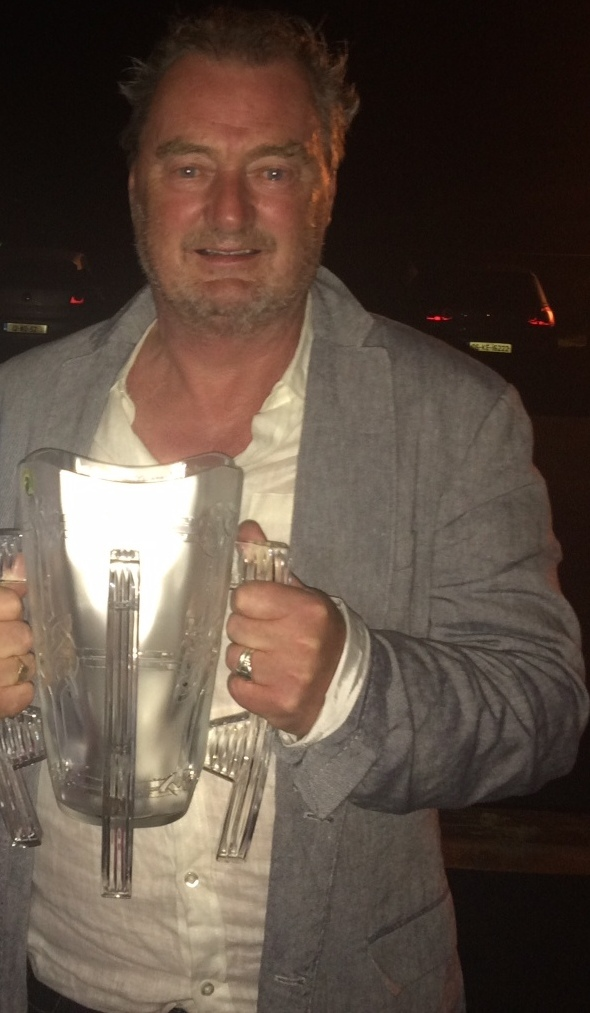
Jon Kenny (2014)

Jonathan „Jon“ Kenny (* 12. Dezember 1957 in Limerick; † 15. November 2024 in Galway) war ein irischer Komiker, Schauspieler, Drehbuchautor und Synchronsprecher.

## Leben

### Herkunft
Jon Kenny wuchs in Limerick auf. Nach seinem Schulabschluss war er zunächst in verschiedenen Berufen tätig. In seiner Jugend war er als Rugby-Spieler in verschiedenen Mannschaften aktiv.

### Karriere
Ab Mitte der 1980er-Jahre trat Kenny als Stand-up-Comedian in verschiedenen Theaterhäusern auf. In den 1990er-Jahren trat er auch in Fernsehshows auf, was seinen Bekanntheitsgrad in Irland erheblich steigerte. Gemeinsam mit dem irischen Komiker Pat Shortt (* 1967) bildete er als D’Unbelievables ein beliebtes Komikerduo. Von 2002 bis 2013 trat Kenny auch in zahlreichen Comedy-Sendungen im Vereinigten Königreich auf.
Kenny, der nie eine professionelle Schauspielausbildung absolviert hatte, wirkte von 1991 bis 2023 als Schauspieler in über 20 Film- und Fernsehproduktionen mit. Dabei war er oftmals in skurrilen und komischen Nebenrollen besetzt. Gelegentlich aber trat er auch im ernsten Rollenfach auf.
Nebenbei war Kenny auch als Drehbuchautor für Fernsehserien aktiv sowie als Synchronsprecher für Animations- und Zeichentrickfilme tätig, wie beispielsweise für Die Melodie des Meeres.

### Privates
Jon Kenny war ab 1987 verheiratet und hatte mit seiner Frau zwei Kinder. Er lebte mit seiner Familie in Galway. Im Jahr 2000 erkrankte er an einem Non-Hodgkin-Lymphom und unterzog sich einer Stammzelltransplantation. Nach einem Rezidiv im Jahr 2020, nachfolgenden Operationen und Chemotherapie verstarb Kenny am 15. November 2024 im Alter von 66 Jahren in einem Krankenhaus in Galway.

## Filmografie (Auswahl)
- 1991: A Song for Europe (Fernsehfilm)
- 1995/1996: Father Ted (Fernsehserie, 2 Folgen)
- 1996: Fisch & Chips (The Van)
- 1996: Angela Mooney (Angela Mooney Dies Again)
- 1998: Les Misérables
- 1999: Die Asche meiner Mutter (Angela’s Ashes)
- 2000: The Fitz (Fernsehserie, 6 Folgen)
- 2008: Insatiable
- 2014: Mrs. Brown's Boys D'Movie
- 2014: Die Melodie des Meeres (Song of the Sea, Stimme)
- 2014: All Washed Up (Kurzfilm)
- 2015: The Break (Kurzfilm)
- 2016: Pat (Kurzfilm)
- 2019: Love Her Bones (Kurzfilm)
- 2020: Wolfwalkers (Stimme)
- 2022: The Banshees of Inisherin
- 2023: The Hurler: A Campion's Tale